# Carlos de Azevedo Carvalho
Carlos de Azevedo Carvalho (* 1889; † 20. Jahrhundert oder 21. Jahrhundert) war ein portugiesischer Militär.
Er war Major der portugiesischen Streitkräfte und Generalsekretär des Portugiesischen Roten Kreuzes.

## Ehrungen
- 1928: Offizier des Ritterordens von Avis[2]
- 1940: Kommandeur des Ritterordens von Avis[2]
- 1955: Großes Verdienstkreuz der Bundesrepublik Deutschland[1]